# سفر يوحنا المندائي
سفر يوحنا المندائي (دراشا د-يحيى) هو كتاب مقدّس مندائي مكتوب بالمندائية ينسبه المندائيون لنبيّهم يوحنا. يحتوي السفر على روايات عن حياة يوحنا ومعجزاته، بالإضافة إلى عدد من المحادثات الجدلية مع يسوع والرسالات التي يقوم فيها الأوثرا أنوش بمعجزات على غرار أعمال يسوع في القدس. كُتب هذا السفر في القرن السابع الميلادي تقريبًا بعد فترة وجيزة من الفتح الإسلامي لفارس اعتمادًا على عدة نصوص يرجع تاريخ معظمها إلى قرون سابقة لزمن كتابته، وتُرجم إلى اللغة الإنجليزية بكامله للمرة الأولى سنة 2019م.

## الترجمات
صدرت ترجمة ألمانية للسفر بعنوان «Das Johannesbuch der Mandäer» سنة 1905م على يد مارك ليدزبارسكي. كما تُرجم مرة أخرى للألمانية سنة 2021م على يد غابريال ماير، ولكن هذه المرة للفصول 18-33.
في سنة 2017م، نشر كارلوس غيلبرت ترجمة إنجليزية للسفر، ثم نشر تشارلز هابريل وجيمس ماكغراث ترجمة إنجليزية أخرى كاملة للسفر سنة 2020م، مصحوبًا بالنص المندائي الذي راجعه أردوان السبتي.

## المخطوطات
هناك عدد من المخطوطات المحفوظة التي تناولها الباحثون الغربيون، ومنها:
- ثلاث مخطوطات في المكتبة الوطنية الفرنسية
  - مخطوطة باريس A
  - مخطوطة باريس B
  - مخطوطة باريس C
- مخطوطة هنتنجتون 71 (المعروفة اختصارًا باسم Hunt. 71، المحفوظة في مكتبة بودلي)
- مخطوطة درور 30 (المخطوطة رقم 30 من مقتنيات مجموعة درور، المحفوظة في مكتبة بودلي). اشترتها إثيل درور من الشيخ نجم والشيخ يحيى في نوفمبر 1937م، ويرجع تاريخ نسخها في تستر إلى 116هـ/1753م على يد يوحنا بن دهداريا.

هناك عدة صفحات في مخطوطتين موجودتين في المكتبة البريطانية، تحتويان على أجزاء من سفر يوحنا المندائي:
- الصفحات 76-98 من المخطوط 23,602a
- الصفحات 99-101 من المخطوط 23,602a، مع الصفحات 15-18 من المخطوط 23,602b

قام جورون باكلي بفحص ثلاث مخطوطات يملكها مندائيون في الولايات المتحدة، وهي:
- مخطوطة في فلاشينغ، كوينز، وهي مخطوطة أصلية تعود إلى ناصر الصُبّي. نسخها الشيخ مهاتم بن يحيى بهرام في 9 إبريل 1910م.
- مخطوطة في كولوني، (كانت سابقًا في نابنيكا)، تعود للدكتور سنان عبد الله من الأهواز. نسخها بيان بن سالم الشحيلي في 12 أبريل 1989م.
- مخطوطة في سان دييغو، مخطوطة أصلية تعود ملكيتها إلى لميعة عباس عمارة، التي أحضرتها إلى سان دييغو من الناصرية. نسخها زهرون بن آدم في 13 مايو 1922م.

توجد في الأهواز بإيران نسخة من سفر يوحنا المندائي محفور عليها نص مندائي على ألواح من الرصاص. تعود أصولها في الأصل إلى عبد الله خفاجي، وقد إطلع عليها جورون جاكوبسن باكلي سنة 1973م. في سنة 2004م، أنهى صلاح الشحيلي نسخ نسخة من سفر يوحنا المندائي، ترجمها غيلبرت إلى الإنجليزية سنة 2017م.
كما نسخت إثيل درور الفصول 36-39 (صائد الأرواح) في أوائل القرن العشرين الميلادي، من نسخة الشيخ نجم بن زهرون.

## التأريخ
رُتبت فصول نص السفر وفقًا لمحتواها، وليس وفقًا للترتيب التاريخي. وقد يكون محتوى الكتاب الكامل، قد كُتب على خمس مراحل، مما يعني أن الفصول المختلفة كٌتبت في فترات زمنية مختلفة. الشكل الحالي لسفر يوحنا المندائي لا يعود تاريخه إلى ما قبل الفتوحات الإسلامية. من الناحية اللغوية، يمكن التأكيد على أن السفر تعرّض لمراحل من التأليف والتنقيح خلال العصر الإسلامي.
جاء اسم «يوحنا» في النص في صيغتين «يوحنا» أو «يحيى». يوحنا هو الاسم ما قبل الإسلام، في حين أن يحيى هو الاسم الذي استخدمه القرآن. بغض النظر عن وجود الاسم «يحيى» بالإضافة إلى أسماء «عبد الله» و«محمد» في النص، إلا أنه لا يوجد أي تأثير للغة العربية على سفر يوحنا المندائي.(ص.445–448) من الممكن أن السفر استثمر، جزئيًا على الأقل، اسم يوحنا ونبوته من أجل تأمين مكانة المندائيين كأهل كتاب في العصر الإسلامي.(ص.13) بعد ذلك، حظيت مجادلات يوحنا مع يسوع الموجودة في السفر على أهمية كبيرة في العصر الإسلامي في نقاشات الصراع بين الأديان. كما جاء في النص بض الإشارات السلبية للفاتحين العرب، كما هو الحال في الأسطر 28-34 من الفصل 54:
تحدث الفصل 22 أيضًا بإسهاب عن النبي محمد. ومع ذلك، يؤرخ البعض هذه الأقسام إلى كونها إضافات لاحقة إلى السفر.(ص.245, 408) يشير الفصل الحادي عشر (الذي يُعتقد أنه كان ضمن المرحلة الأخيرة من الإضافات للسفر) إلى "نهاية عصر مارس" التي توافق 4 يونيو 678م في التقويم المندائي، مما يعني أن هذا الفصل على وجه الخصوص يؤرخ له بسنة 678م أو ما بعدها. ويشير الفصلان 18 و27 إلى «قمبا د-كهني» التي قد تكون إشارة إلى قبة الصخرة التي بنيت سنة 691م، وإن كانت قد تكون تشير أيضًا إلى القبة الزرادشتية (غمباد).(ص.364, 445–448)
هناك أدلة أخرى قد تساعد في تحديد تاريخ الفصول الأخرى. فعلى سبيل المثال، تقول إحدى الفرضيات أن الفصل 30 من المحتمل أن يكون كُتب بعد القرن الرابع الميلادي بسبب وجود كلمات مستعارة مثل «follis» و«Crux» وغيرها من الإشارات غير المباشرة إلى المسيحية اللاتينية التي أصبحت الدين الوحيد للإمبراطورية الرومانية. ومع ذلك، فمن المحتمل أيضًا أنها يعود تاريخ السفر إلى عصر ما قبل الإسلام نظرًا لغياب التأثير العربي أو الإشارات إلى المواد الإسلامية.(ص.378) ولكن دفع استخدام كلمة «رومايا» في الفصل 30، التي يُعتقد أنها مستعارة من كلمة «الرومي» العربية، البعض إلى العودة إلى تأريخ هذا الفصل في العصر الإسلامي. احتوي الفصل 43 على مواد عن الهيكل الثاني وكهنته الذي هُدم في القرن الأول الميلادي، مما يعني أنه مكتوب بعد هذا التاريخ، ولكن من غير الواضح كيف دخلت هذه المواد إلى سفر يوحنا المندائي.(ص.399)

## المحتوى
هناك 76 فصلاً (أو رسالة) في سفر يوحنا المندائي. عناوين الفصول في ترجمة غيلبرت (2017م) (المتوافقة مع العناوين الموجودة في ترجمة بيدزبارسكي 1920م)، مع العناوين البديلة التي استخدمها هابريل وماكغراث (2020م) بين الأقواس المعقوفة. المحتويات هي:
- أسئلة الحقيقة (1-2)
  - 1. الحقيقة تقف عند مدخل العوالم
  - 2. الحقيقة تقف عند مدخل العوالم
- يوشامين (3-10)
  - 3. جاءتني العظمة بوفرة
  - 4. بسلطاني الخاص
  - 5. كما دبّرها أبي يوشامين
  - 6. يوم علّم العقل يوشامين
  - 7. عندما فكّرت أنا يوشامين
  - 8. صوت جائني من نهر الأردن
  - 9. من أدعوه، سيُجيبُني
  - 10. كما قلت. سأكون عظيمًا
- الراعي الصالح (11-12)
  - 11. أنا الراعي الذي يحب خرافه
  - 12. المجد ينادي من بعيد
- الخلق (13 و 60)
- حقيقة سام (شوم كوشتا) (14-17)
  - 14. حقيقة سام تُعلّم
  - 15. حقيقة سام تُعلّم (راجع مزامير توما 18)
  - 16. حقيقة سام تُعلّم
  - 17. حقيقة سام تُعلّم (راجع مزامير توما 17)
- يوحنا (18-33)
  - 18. طفل نَبَتَ من السماء
  - 19. سأُشرق باسم أبي
  - 20. ربضت الشمس في سترها
  - 21. ألم أذهب وحدي، وعُدتُ؟
  - 22. نادى إعلانًا للعالم
  - 23. احذروني يا إخوتي
  - 24. كنت في بيت عزلتي
  - 25. النبلاء نائمون
  - 26. العصور لم تسعد بي
  - 27. هل هناك من هو أعظم منّي؟
  - 28. الحصون الشامخة ستسقط
  - 29. أنا أشرق باسم أبي
  - 30. من قال ليسوع؟
  - 31. ارتعدت الأفلاك والعربة
  - 32. ارتعدت الأفلاك والعربة
  - 33. بصوتي، ترتعد الأفلاك
- ميرياي (34-35)
  - 34. أنا ميرياي ابنة ملوك بابل
  - 35. أنا ميرياي، الكرمة
- صائد الروح (36-39)
  - 36. أنا الصياد
  - 37. أنا صياد الحياة العظيمة
  - 38. ارتدى الصياد الملابس البراقة
  - 39. إنه صوت الصياد النقي
- الحذاء الحديدي (40-41)
  - 40. العظيم يعظ من بعيد
  - 41. الرجل يعظ من بعيد
- مواعظ ماندا د-حي (42-47)
  - 42. إنه صوت ماندا د-حي
  - 43. إنه صوت ماندا د-حي
  - 44. نذير الحياة ينادي
  - 45. نذير الحياة ينادي
  - 46. ثلاث أمنيات [من مكان النور، غادرت]
  - 47. تحذيرات [من مكان النور غادرت] (راجع مزامير توما 12)
- الحقيقة (48-51)
  - 48. صلاة ثانية [الحق! أنا أشهد لك]
  - 49. المحراث [طريق بعيد، وراء حاجز الحقيقة]
  - 50. تحذيرات [من يتعامل بالهدايا والمكافآت]
  - 51. نهر كشاش [بين أولئك الذين يرقدون على الشاطئ]
- الكواكب (52-56)
  - 52. يورابا [لقد هز وأزعج يوربا]
  - 53. القمر [عندما زُرع السطوع]
  - 54. الرجل الغريب في القدس [لم أكن ولم أريد]
  - 55. رثاء هبيل [كيف أفرح؟]
  - 56. الطاهر [من حافظ على الكمال في نفسه]
- كنز الحياة (57-59)
- الخلق (60-62)
  - 60. لك أتكلم وأُعلّم
  - 61. من سيخرج ومن سيخبرني؟
  - 62. عندما لم تكن الأرض موجودة بعد
- الآخرة (63-67)
  - 63. صوت من الأعلى صرخ إلينا
  - 64. أتيت إلى هذا العالم
  - 65. في سحابة مشرقة أجلس
  - 66. مخرج بعيد
  - 67. من بعيد، العليّ يصرخ
- زيارات مندا د-حي (68-69)
  - 68. عندما ذهب ماندا د-حي
  - 69. زُرع النور
- رثاء أباثور (70-72)
  - 70. عندما لم يشاء الميزان
  - 71. لما خرجوا وذهبوا إلى أباثور
  - 72. عندما جاء إلى أباثور
- المراثي الثلاث (73-75)
  - 73. أنا النسر الأبيض
  - 74. تكلّم العظيم أنوش
  - 75. هناك، على شاطئ البحر
  - 76. العظيم أنوش في أورشليم [أتيت بنعال من حجارة كريمة]

بدأت الفصول 19–33 بعبارة: «يحيى يُعلّم في الليل، ويوحنا [يُعلّم] في أُمسيّات الليل.» بالمندائية: «يحيى دارش ب-ليلويا، يوحنا ب-رامشيا د-ليليا»

## وصلات خارجية
- A complete open-access translation of the Mandaean Book of John, published in 2020, edited by Charles G. Häberl and James F. McGrath
- The Mandaean Book of John: Text and Translation (Charles G. Häberl and James F. McGrath) at Humanities Commons
- Mandaean Book of John translation project
- Mandaean Book of John (Mandaic text from the Mandaean Network)
- Mandaean Book of John (Mandaic text from the Mandaean Network)